# André Breton
André Breton (Tinchebray, 19 de fevereiro de 1896 – Paris, 28 de setembro de 1966) foi um escritor francês, poeta e teórico do surrealismo.
De origem modesta, iniciou sem entusiasmo estudos em Medicina sob pressão da família. Mobilizado para o exército na qualidade de enfermeiro para a cidade de Nantes em 1916, travou ali conhecimento com Jacques Vaché, filho espiritual de Alfred Jarry, um jovem sarcástico e niilista que viveu a vida como se de uma obra de arte se tratasse e que morreu aos 24 anos em circunstâncias bastante suspeitas (a tese do suicídio é controversa). Jacques Vaché, que não mais deixou do que cartas de guerra, teve uma enorme influência no espírito criativo de Breton: enfraquecendo a influência de Paul Valéry e, deste modo, determinando tanto a sua concepção de "Poète" (Le Pohète segundo Vaché) como a de humor e de arte.
Em 1919, Breton funda com Louis Aragon e Philippe Soupault a revista Littérature e entra também em contato com Tristan Tzara, fundador do Dadaismo.
Em Les Champs magnétiques (escrito em colaboração com Soupault), coloca em prática o princípio da escrita automática. Breton publica o Primeiro Manifesto Surrealista, em 1924.
Um grupo se constitui em torno de Breton: Philippe Soupault, Louis Aragon, Paul Éluard, René Crevel, Michel Leiris, Robert Desnos, Benjamin Péret. No afã de juntar a ideia de «Mudar a vida» de Rimbaud e a de «Transformar o mundo» de Marx, Breton adere ao Partido Comunista em 1927, do qual será excluído em 1933.
Viveu sobretudo da venda de quadros em sua galeria de arte. Sob seu impulso, o surrealismo torna-se um movimento europeu que abrange todos os domínios da arte e coloca profundamente em questão o entendimento humano e o olhar dirigido às coisas ou acontecimentos. Inquieto por causa do governo de Vichy, Breton se refugia em 1941 nos Estados Unidos da América e retorna a Paris em 1946, onde permaneceu até sua morte a animar um segundo grupo surrealista, sob a forma de exposições ou de revistas (La Brèche, 1961-1965).

## Biografia

### A tentativa de um golpe de Estado poético noPrimeiro manifesto(1924)
Filho único de uma família da pequena burguesia católica cuja mãe impôs uma educação rígida, André Breton passa sua infância em Pantin (Seine-St-Denis), no subúrbio no nordeste de Paris.

#### Primeiros encontros decisivos:Valéry,Apollinaire,Vaché
No liceu Chaptal, ele recebe uma educação "moderna" (sem latim nem grego), (é necessário notar) por seu professor de retórica que lhe faz descobrir Charles Baudelaire e Joris-Karl Huysmans, e por seu professor de filosofia que opõe o positivismo ("ordem e progresso") aos pensamentos hegelianos ("liberto da consciência de si") que afeta o jovem. Ele cria amizade com Théodore Fraenkel e René Hilsum que publica seus primeiros poemas na revista literária do colégio. Apesar de seus pais, que o querem engenheiro, Breton ingressa na classe preparatória no PCN com Fraenkel.
No início de 1914, ele envia alguns poemas ao estilo de Stéphane Mallarmé à revista La Phalange, dirigida pelo poeta simbolista Jean Royère. Esse último os publica e coloca Breton em relação com Paul Valéry.
Na declaração de guerra, em 3 de agosto de 1914, ele está com seus pais em Lorient. O único livro que ele tem é uma coletânea de poemas de Arthur Rimbaud, que ele mal conhece. Julgando sua poesia como "de acordo com as circunstâncias", ele critica seu amigo Fraenkel por sua tepidez diante de "uma obra muito considerável". Por seu lado, ele proclama "a inferioridade artística da obra realista em relação às outras." Declarado "bom para o serviço" em janeiro de 1915, Breton é enviado a Pontivy, na artilharia, para ser instruído no que ele mais tarde descreveria como "cloaca de sangue, de estupidez e de lama. "A leitura de artigos de intelectuais renomados como Maurice Barrès ou Henri Bergson, o conforta em seu desgosto em relação ao ambiente nacionalista. É em seguida colocado no hospital de Nantes como residente de medicina e escreve sua primeira carta a Guillaume Apollinaire, à qual ele anexa o poema Décembre.
Em fevereiro ou março de 1916, conhece um soldado que se recupera: Jacques Vaché. É "amor à primeira vista" intelectual. Ás tentações literárias de Breton, Vaché opõe Alfred Jarry, a "deserção ao interior de si mesmo" e não obedece a mais que uma lei, o "Umor (sem h). Descobrindo num manual a chamada "psicanálise" de Sigmund Freud, à sua disposição, Breton é alocado no Centro de Neurologia de Saint-Dizier, dirigido por um antigo assistente do médico Jean-Martin Charcot. Em contato direto com a loucura, ele recusa em ver somente um problema mental, mas, ao invés disso, enxerga uma capacidade de criação. Em 20 de novembro de 1916, Breton é enviado ao fronte como enfermeiro.
De retorno a Paris em 1917, ele encontra Pierre Reverdy, com cuja revista, Nord-Sud, colabora, e Philippe Soupault, que lhe apresenta a Apollinaire: "É preciso que vocês se tornem amigos". Soupault lhe faz descobrir Les Chants de Maldoror de Lautréamont, que provocam nele uma grande emoção. Com Louis Aragon, que conhece no hospital de Val-de-Grâce, passam suas noites de guarda recitando passagens de Maldoror em meio aos "gemidos e lamentos de terror provocados pelos alertas aéreos nos doentes" (Aragon).
Em uma carta de julho de 1918 para Fraenkel, Breton menciona o projeto comum com Aragon e Soupault, de um livro sobre alguns pintores como Giorgio De Chirico, André Derain, Juan Gris, Henri Matisse, Picasso, Henri Rousseau… o qual traria a vida do artista "contadas à maneira inglesa", por Soupault, a análise das suas obras, por Aragon e algumas reflexões sobre a arte, pelo próprio Breton. Haveria igualmente poemas de cada um face a alguns quadros.
Apesar da guerra, a censura e o espírito antigermânico, chegam de Zurique, Berlim ou Colônia os ecos das manifestações Dada, assim como algumas de suas publicações, como o Manifesto Dada 3. Em janeiro de 1919, profundamente afetado pela morte de Jacques Vaché, Breton crê ver em Tristan Tzara a re-encarnação do espírito de revolta de seu amigo? "Eu não sabia mais de quem esperar a coragem que mostras. É para ti que se viram hoje todos meus olhares."

#### Littérature-Les Champs magnétiques-Dadaem Paris
Projetada após o verão anterior, Aragon, Breton e Soupault, os "três mosqueteiros" como gostava de lhes chamar Paul Valéry, fundaram a revista Littérature, cujo primeiro número sai em fevereiro de 1919. Conhecido no mês seguinte, Paul Éluard é imediatamente integrado ao grupo.
Depois da publicação de Mont de piété, que coleta seus primeiros poemas escritos após 1913, Breton experimenta com Soupault a "escrita automática", textos escritos sem qualquer reflexão, em diferentes velocidades, sem alterações nem retoques. Les Champs magnétiques, escrito em maio de 1919, só é publicado um ano depois. O sucesso da crítica a faz uma obra precursora do surrealismo.
Em Littérature, aparecem seguidamente as Poésies de Lautréamont, fragmentos dos Champs magnétiques e a enquete Por que vocês escrevem?, mas Breton continua insatisfeito com a revista. Depois de ter encontrado Francis Picabia, cuja inteligência, humor, charme e vivacidade o seduziram, Breton compreende que ele não tem nada a esperar dos "primogênitos", nem da herança de Apollinaire: o Espírito novo adornado pelo bom senso francês e seu horror ao caos, nem do retorno de Paul Valéry, mas mais que os "modernos" Jean Cocteau, Raymond Radiguet, Pierre Drieu La Rochelle, perpetuadores da tradição do romance que ele rejeita (e sempre rejeitará).
Em 23 de janeiro de 1920, Tristan Tzara enfim chega a Paris. Ele se via com Tzara "matando a arte", isso que lhe parecida mais urgente a fazer já que "a preparação do golpe de Estado pode levar anos." Juntamente com Picabia e Tzara, organiza as manifestações Dada que suscitam muito frequentemente incompreensão, agitações e escândalos, objetivos traçados. Mas, a partir do mês de agosto, Breton distancia-se do Dada. Ele recusa escrever um prefácio à obra de Picabia Jésus-Christ rastaquouère: "Não estou nem mesmo certo de que o dadaísmo tenha êxito, a cada instante me apercebo de que eu o reformei em mim".
No final do ano, Breton se liga ao costureiro, bibliófilo e amador de arte moderna Jacques Doucet. Este último, "personalidade apaixonada pelo raro e pelo impossível, apenas o suficiente de desequilíbrio", lhe envia cartas sobre a literatura e a pintura assim como conselhos para compra de obras de arte. Entre outros, Breton lhe fará comprar a quadro Les Demoiselles d'Avignon de Picasso.
Após o "caso Barrès" (em maio de 1921), rejeitado por Picabia e durante o qual Tzara se comprazia com uma insolência escolhida, Breton considera o pessimismo absoluto dos dadaístas como infantilismo. No verão seguinte, faz uma viagem ao Tirol para visitar Sigmund Freud em Viena, mas este último mantém distância do líder daqueles que ele tentou considerar como "loucos por integral".

#### Ruptura com oDada- Nascimento dosurrealismo-Primeiro manifesto
Em janeiro de 1922, Breton tenta organizar um "Congresso internacional para a determinação das diretas e a defesa do espírito moderno". A oposição de Tzara impede o encontro. Uma nova série de Littérature com Breton e Soupault como diretores, recruta novos colaboradores como René Crevel, Robert Desnos, Roger Vitrac mas, definitivamente hostil a Picabia, Soupault mantém distância dos surrealistas. Com Crevel, Breton experimenta as hipnoses que permitem libertar o fluxo do inconsciente. Esses estados de hipnose forçada vão revelar as grandes capacidades de "improvisação" de Benjamin Péret e de Desnos. No final de fevereiro de 1923, duvidando da sinceridade de uns e temendo pela sanidade mental de outros, Breton decide encerrar a experiência.
Breton parece fatigado no geral: considera as atividades jornalísticas de Aragon e Desnos, bastante remuneradoras, como uma perda de tempo, os escritos de Picabia o desapontam, volta-se contra os projetos muito literários de seus amigos - "sempre romances!". Em uma conversa com Roger Vitrac, ele confia até sua intenção de não mais escrever. Contudo, no decorrer do verão seguinte, ele escreve a maior parte dos poemas de Clair de terre.
Em 15 de outubro de 1924, aparecia, em volume separado, o Manifesto Surrealista, inicialmente previsto para ser o prefácio da coletânea de textos automáticos Peixe solúvel. Mostrando o processo da atitude realista, Breton evoca o caminho percorrido até lá e define esse novo conceito, reivindica os direitos da imaginação, pede pelo maravilhoso, pela inspiração, pela infância e pelo perigo objetivo.
SURREALISMO, n. m. Automatismo psíquico puro, pelo qual propõe-se exprimir, tanto verbalmente, tanto pela escrita, tanto por qualquer outra maneira, o funcionamento real do pensamento. Ditação do pensamento, na ausência de todo controle exercido pela razão, fora de toda preocupação estética ou moral
Alguns dias depois, o grupo publica o panfleto Um cadáver, escrito em resposta aos funerais nacionais feitos a Anatole France: "Loti, Barrès, France, marquemos todos com um belo sinal branco o ano em que adormeceram esses três homens sinistros :o idiota, o traidor e o policial. Com France, é um pouco da servilidade humana que se vai. Que bem se festeje o dia em que é enterrada a canalhice, o tradicionalismo, o patriotismo e a falta de coração!"

### "Transformar o mundo" e "mudar a vida" (1925-1938)

#### A Revolução surrealista -Nadja- Adesão aoPartido Comunista- Primeiras rupturas
Em 1º de dezembro de 1924, era lançado o primeiro número de a Revolução surrealista, o órgão do grupo que Benjamin Péret e Pierre Naville dirigem. Breton radicaliza sua ação e sua posição política. Sua leitura da obra de Léon Trotsky sobre Lênin e a guerra colonial feita pela França em Rife o aproxima dos intelectuais comunistas. Com os colaboradores das revistas Clarté e Philosophie, os surrealistas formam um comitê e redigem um panfleto comum, "A Revolução no começo e sempre".

## Temas

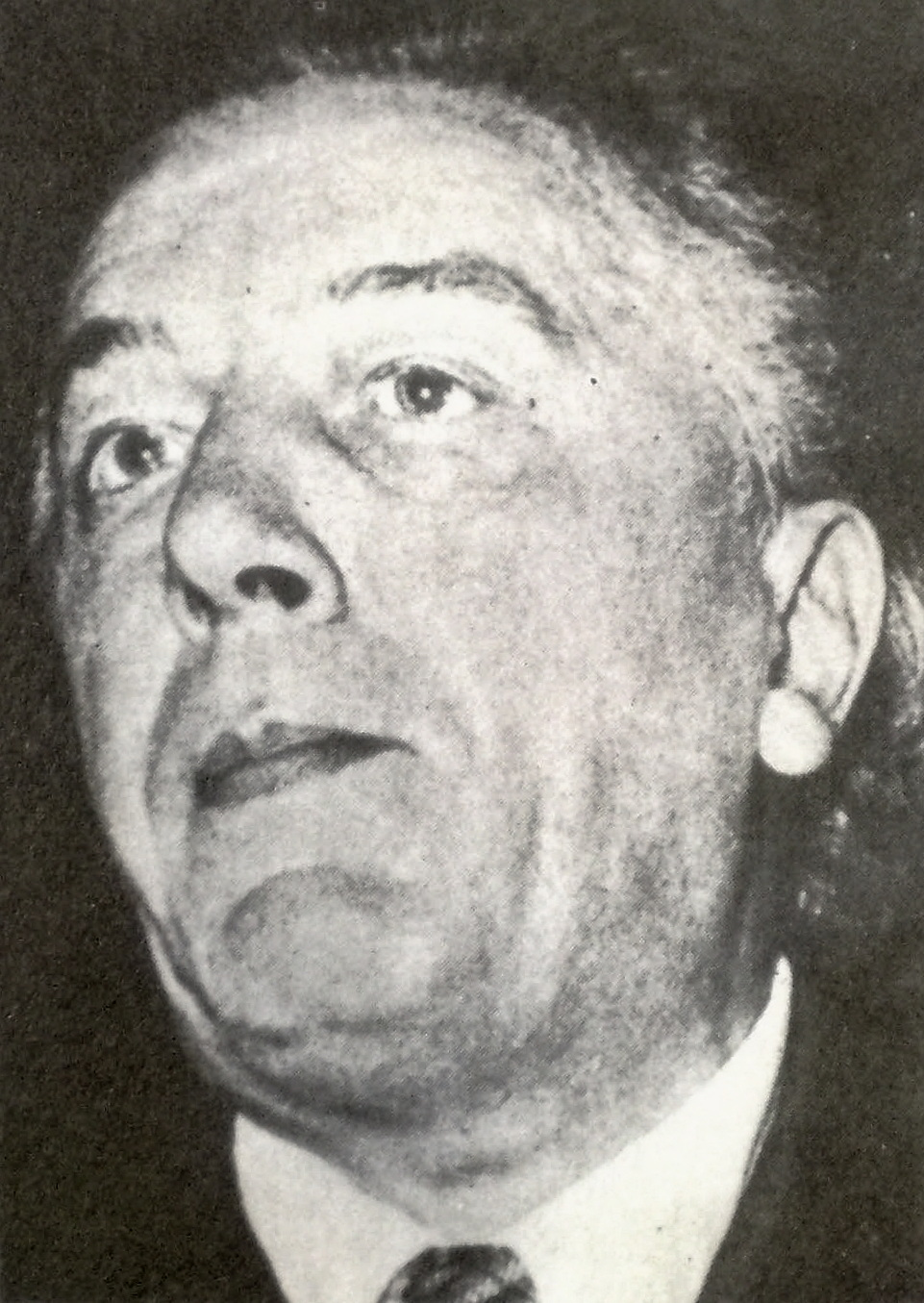
Breton em 1960

Os adversários de Breton chamaram-no, ironicamente, o "papa do surrealismo". Ora, se o autor dos manifestos teve uma influência decisiva sobre este movimento, jamais ele se achava isolado, jamais ele foi o "chefe": toda ideia de constrangimento, seja militar, clerical ou social, suscitava nele uma revolta profunda.
Apresentando aqueles que foram seus objetivos André Breton escreveu: «A vida verdadeira está ausente, já dizia Rimbaud. Este será o instante a não deixar passar para a reconquistar. Em todos os domínios, eu penso que será necessário aportar a esta busca toda audácia de que o homem seja capaz.» E Breton acrescenta algumas palavras de ordem: «Fé persistente no automatismo como sonda, esperança persistente na dialética (aquela de Heráclito, de Mestre Eckhart, de Hegel) para resolução das antinomias que desafiam o homem, reconhecimento do acaso objetivo como índice de reconciliação possível dos fins da natureza e dos fins do homem aos olhos deste último, vontade de incorporação permanente ao aparelho psíquico do humor negro que, a uma certa temperatura pode ter o papel de válvula, preparação da ordem prática a uma intervenção sobre a vida mítica, que, na maior escala, figura de limpeza.» (A chave dos campos)
Sem falso pudor, André Breton se entrega, em "Os Vasos Comunicantes", a uma análise de um de seus sonhos e mostrou como este sonho, emancipação de pulsões profundas, lhe indicou uma solução que ele não pode encontrar com ajuda da atividade consciente.
Para Breton, o amor é como um sonho, uma maravilha na qual o homem reencontra o contacto com as forças profundas. Amante do amor, ele denuncia a sociedade por haver feito frequentemente das relações entre homem e mulher uma maldição, da qual nascerá a ideia mística do amor único. Portanto, ele se ergue com todas as forças contra a ideia de que o amor, sob efeito do tempo, por exemplo, seja devotado a um desperdício fatal. O reencontro entre homem e mulher constitui «um só bloco de luz», logo, «a carne é sol».
O que Breton reabilita sob o nome de acaso objetivo é a velha crença na simpatia entre os homens, na telepatia, em certas formas de premonição. Mas esta noção é depurada a seus olhos de todo fundamento místico. Para sublinhar seu acordo com o materialismo dialético, ele cita Friedrich Engels : «Não se pode compreender a causalidade senão em ligação com a categoria de acaso objetivo, forma de manifestação da necessidade». Nas suas obras, o poeta analisa longamente os fenômenos do acaso, objetivo dos quais ele foi o beneficiário transtornado. Nada parece possuir um poder mediúnico que lhe permite predizer certos acontecimentos. Assim, ela anuncia que tal janela vai se iluminar de uma luz vermelha, o que se produz quase imediatamente aos olhos de um Breton maravilhado. Michel Zeraffa tentou resumir assim a teoria de Breton: «O cosmos é um criptograma que contém um decriptador: o homem.» (Le surréalisme, entretiens dirigés par F. Alquié). Assim avalia a evolução da arte poética do simbolismo ao surrealismo, de Gérard de Nerval e Charles Baudelaire a Breton (ver: «A Natureza é um templo onde vivos pilares / Deixam filtrar não raro insólitos enredos / O homem o cruza em meio a um bosque de segredos / Que ali o espreitam com seus olhos familiares.» Correspondências, As flores do mal).
O humor negro é um recurso essencial do surrealismo. A negação que ele comporta do princípio de realidade é o fundamento mesmo. O humor negro, como mostra as obras de Lautréamont e Jarry, «pode unicamente ter o papel da válvula». E não é por acaso, que a Antologia do Humor negro foi publicada no ano sombrio de 1939, quando a derrota da Espanha estava consumada, quando já uma grande parte da Europa foi invadida. Portanto, o amor da vida, o amor louco impede Breton de cair em desespero. Mais ainda que de humor negro, deve-se falar, a propósito de sua obra, como da de Benjamin Péret, de uma «síntese da imitação da natureza sob suas formas acidentais, de um lado, e do humor de outra parte, como triunfo paradoxal do princípio de prazer sobre as condições reais.» (Michel Carrouges)

### Ensaios
- Manifesto do surrealismo (1924)
- O surrealismo e a pintura (1928-1965)
- Segundo manifesto (1929)
- Antologia de l'humour noir (1940)
- Prolegómenos a um terceiro manifesto ou não (1942)
- Flagrante delito (1949) (Breton denuncia como falso um suposto manuscrito de Rimbaud)
- Do surrealismo em suas obras vivas (1953)

### Poesia e textos poéticos
- Mont de piété (1919)
- Clair de terre (1923)
- Nadja (1928-1963). Tradução de Ivo Barroso. Ensaios de Georges Sebbag, Alex Januário e Marcus Rogério Salgado. São Paulo: Edições 100/cabeças. 2022. ISBN 9786587451107
- Os vasos comunicantes (1932)
- Point du jour (1934)
- Perfume no ar (1936)
- O amor louco (1937)
- Martinica, Encantadora de Serpentes (1941-1943)
- Arcano 17 (1944)
- A chave dos campos (1953)